# Tina (djur)
För andra betydelser, se Tina.
Tina är ett släkte av fjärilar. Tina ingår i familjen vecklare.
Kladogram enligt Catalogue of Life:
| Tina | \| \| Tina audaculana \| \| \| \| \| \| Tina patulana \| \| \| \| |
|      | \| \| Tina audaculana \| \| \| \| \| \| Tina patulana \| \| \| \| |
|      | Tina audaculana                                                   |
|      |                                                                   |
|      | Tina patulana                                                     |
|      |                                                                   |